# Jaromierz (województwo wielkopolskie)
Jaromierz – wieś w Polsce, położona w województwie wielkopolskim, w powiecie wolsztyńskim, w gminie Siedlec.
W latach 1975–1998 wieś administracyjnie należała do województwa zielonogórskiego.

## Historia
Miejscowość ma metrykę średniowieczną i istnieje co najmniej od XIV wieku. Wymieniona w 1379 w łacińskim dokumencie jako Iaromyerze, 1394 Jaromir, 1396 Jaromirs, 1398 Jaromisze, 1399 Jaromirz, 1400 Yaromirz, 1408 Jaromyrzs, 1428 Jaromyry, 1435 Jaromyrz, 1446 Jaromyerz.
Miejscowość była wsią szlachecką i należała do lokalnej szlachty wielkopolskiej. W 1379 bracia Jan oraz Mikołaj, dziedzice jaromierscy, dali opatowi reprezentującemu klasztor w Obrze jaz nazywany Uście leżący przy jeziorze Orchowo, które położone było na granicy Korony Królestwa Polskiego z księstwem głogowskim. Oprócz tego gruntu zakonnicy otrzymali do użytkowania pas jeziora na odległość czterech prętów po obu stronach. W zamian klasztor miał odprawiać dwa razy w tygodniu msze za ofiarodawców. Umowa zastrzegała, że jeżeli dziedzice Jaromierza zechcą w przyszłości odzyskać jaz będą musieli płacić klasztorowi czynsz w wysokości grzywny rocznie.
Miejscowość odnotowały historyczne regesty podatkowe. W 1510 odnotowały w Jaromierzu 8 kwart roli, w tym 3 kwarty osiadłe, a 5 kwart opustoszałych uprawianych przez dziedzica. W 1530 miał miejsce pobór we wsi z jednego łana, karczmy oraz od  koła młyńskiego. W 1563 pobór płacili właściciele we wsi: Piotr Jaromirski zapłacił od 2,5 łana, karczmy i młyna wodnego dorocznego o 2 kołach walnych, a Jan Jaromirski od 2,5 łana oraz od karczmy. W 1564 odnotowano we wsi 2 łany. W 1581 pobór zapłacił Jan Jaromirski zapłacił od 1 i 1/4 łana, 5 zagrodników, 3 rybaków, młyna walnego o 3 kołach oraz od jednego rataja (najemnego pracownika). Płatnikiem podatków była także Zofia Jaromirska płacąca pobór od 1 i 1/4 łana, od 7 zagrodników, 2 komorników, 3 rybaków, jednego rataja oraz od owczarza, który wypasał 20 owiec.
Wieś szlachecka położona była w 1581 roku w powiecie kościańskim województwa poznańskiego w Rzeczypospolitej Obojga Narodów.
Po rozbiorach Polski miejscowość wraz z całą Wielkopolską znalazła się w zaborze pruskim. W okresie Wielkiego Księstwa Poznańskiego (1815-1848) miejscowość wzmiankowana jako Jaromierz należała do wsi większych w ówczesnym powiecie babimojskim rejencji poznańskiej. Jaromierz należał do jaromierskiego okręgu policyjnego tego powiatu i stanowił siedzibę majątku Jaromierz, który należał do rządu pruskiego w Berlinie. Według spisu urzędowego z 1837 roku Jaromierz liczył 507 mieszkańców, którzy zamieszkiwali 52 dymy (domostwa).